# Янина Левандовска
Янина Антонина Левандовска (на полски: Janina Antonina Lewandowska; 22 април 1908 – април 1940) е полска планеристка и пилотка-любителка, единствената жена – жертва на Катинския разстрел.

## Биография
Родена в Харков в семейството на Йосиф Довбор-Мусницки, офицер от руската армия и бъдещ полски генерал.
Учи в консерватория, пробовала се в качеството на артистка, работи като телеграфист. Едновременно постъпва в авиоклуб в Познан и завършва курсове по пилотиране и радиотелеграфия. През 1937 получава удостоверение за спортен пилот. В 1939 се омъжва за Мечислав Левандовски, инструктор по планеризъм.
След нападението на Германия през септември 1939 научава, че в Луцк е създадена авиационна част, Янина и другарите ѝ от авиоклуба се отправят натам и са зачислени в III авиационен полк. На 22 септември тези авиатори нападат съветските войски, нахлули в Полша от изток. Янина попада в съветски плен и е отправена в Козелския лагер (Оптина пустынь).
В лагерът тя е произведена в звание подпоручик от един от по-старшите офицери.
Фамилията на Янина Левандовска попада в етапния списък на Управлението на НКВД в Смоленска област под номер 0401. В следващия списък (№ 0402) е съхранена дата — 20 април 1940. Това означава, че Янина Левандовска е разстреляна в Катинската гора в края на април 1940 г.
През 1943, когато немските окупатори намират погребението на разстреляните, откриват сред тях и останките на една жена. През 1945 ексхумираните черепи на жертвите попадат в полския професор по съдебна медицина Болеслав Попелски. Днес са запазени само седем от тях, съхранявани в Краков и един от тях е женски. Експертиза на ДНК за потвърждение, че това е черепа на Янина Левандовска все още не е проведена.
В съответствие със заповед на Министерството на Отбраната на Полша № 439/MON от 5 октомври 2007 г. ѝ е присвоено званието „поручик от авиацията“ (посмъртно)